# Methow
Methow  (kiejtése: mɛthaʊ) az Amerikai Egyesült Államok északnyugati részén, Washington állam Okanogan megyéjében elhelyezkedő statisztikai település. A 2010. évi népszámlálási adatok alapján 68 lakosa van.
A települést 1889-ben alapította W. A. Bolinger, miután boltját a Squaw-pataktól ide költöztette át. A helység nevét a methow indiánokról kapta; az elnevezés az okanagan nyelvű „mətxʷú” kifejezésből ered, melynek jelentése „napraforgómagvak”.

## Éghajlat
A település éghajlata nedves kontinentális (a Köppen-skála szerint Dsb).
| Hónap                         | Jan.  | Feb.  | Már.  | Ápr.  | Máj. | Jún. | Júl. | Aug. | Szep. | Okt.  | Nov.  | Dec.  | Év    |
| ----------------------------- | ----- | ----- | ----- | ----- | ---- | ---- | ---- | ---- | ----- | ----- | ----- | ----- | ----- |
| Rekord max. hőmérséklet (°C)  | 17,2  | 20,6  | 23,9  | 30,6  | 37,8 | 40,6 | 41,7 | 40,6 | 38,9  | 31,1  | 21,7  | 12,2  | 41,7  |
| Átlagos max. hőmérséklet (°C) | 0,6   | 5,0   | 12,2  | 17,8  | 22,8 | 26,7 | 31,7 | 31,7 | 26,1  | 17,2  | 6,7   | 0,0   | 16,6  |
| Átlagos min. hőmérséklet (°C) | −6,7  | −5,0  | −1,1  | 2,2   | 6,1  | 9,4  | 12,2 | 11,7 | 7,2   | 1,7   | −2,8  | −7,2  | 2,3   |
| Rekord min. hőmérséklet (°C)  | −28,9 | −26,1 | −18,0 | −12,8 | −5,0 | 1,1  | 1,1  | 2,2  | −4,4  | −16,7 | −27,2 | −29,4 | −29,4 |
| Átl. csapadékmennyiség (mm)   | 38    | 33    | 30    | 19    | 33   | 25   | 14   | 9    | 13    | 23    | 49    | 50    | 336   |
| Forrás: The Weather Channel   |       |       |       |       |      |      |      |      |       |       |       |       |       |

## Népesség
A 2010-es népszámláláskor  68 lakója, 36 háztartása és 20 családja volt. A népsűrűség 38,6 fő/km2. A lakóegységek száma 59, sűrűségük 35,5 db/km2. A lakosok 98,5%-a fehér,     1,5%-a egyéb, . A spanyol vagy latino származásúak aránya 1,5% (   1,5% egyéb spanyol vagy latino származású.)
A háztartások 11,1%-ában élt 18 évnél fiatalabb. 52,8% házas,  2,8% egyedülálló férfi, 44,4% pedig nem család. 38,9% egyedül élt; 19,5%-uk 65 éves vagy idősebb. Egy háztartásban átlagosan 1,89 személy élt; a családok átlagmérete 2,5 fő.
A medián életkor 56 év volt. Lakóinak 14,7%-a 18 évesnél fiatalabb, % 18 és 24 év közötti, 14,6%-uk 25 és 44 év közötti, 51,5%-uk 45 és 64 év közötti, 17,6%-uk pedig 65 éves vagy idősebb. A lakosok 44,1%-a férfi, 55,9%-a pedig nő.

## Fordítás
Ez a szócikk részben vagy egészben  a   Methow, Washington című angol Wikipédia-szócikk ezen változatának fordításán alapul.  Az eredeti cikk szerkesztőit annak laptörténete sorolja fel. Ez a jelzés csupán a megfogalmazás eredetét és a szerzői jogokat jelzi, nem szolgál a cikkben szereplő információk forrásmegjelöléseként.